# باتريسيا بارتليت
باتريسيا بارتليت (بالإنجليزية: Patricia Bartlett)‏ هي ناشِطة نيوزيلندية، ولدت في 17 مارس 1928، وتوفيت في 8 نوفمبر 2000.